# Tschuwaschien
Koordinaten: 55° 29′ N, 47° 11′ O
Tschuwaschien (tschuwaschisch Чӑваш Ен / Çăvaš Jen oder Чӑваш Республики / Çăvaš Respubliki; russisch Чувашия / Tschuwaschija oder russisch Чувашская Республика / Tschuwaschskaja Respublika) ist eine autonome Republik im europäischen Teil Russlands.

## Geographie

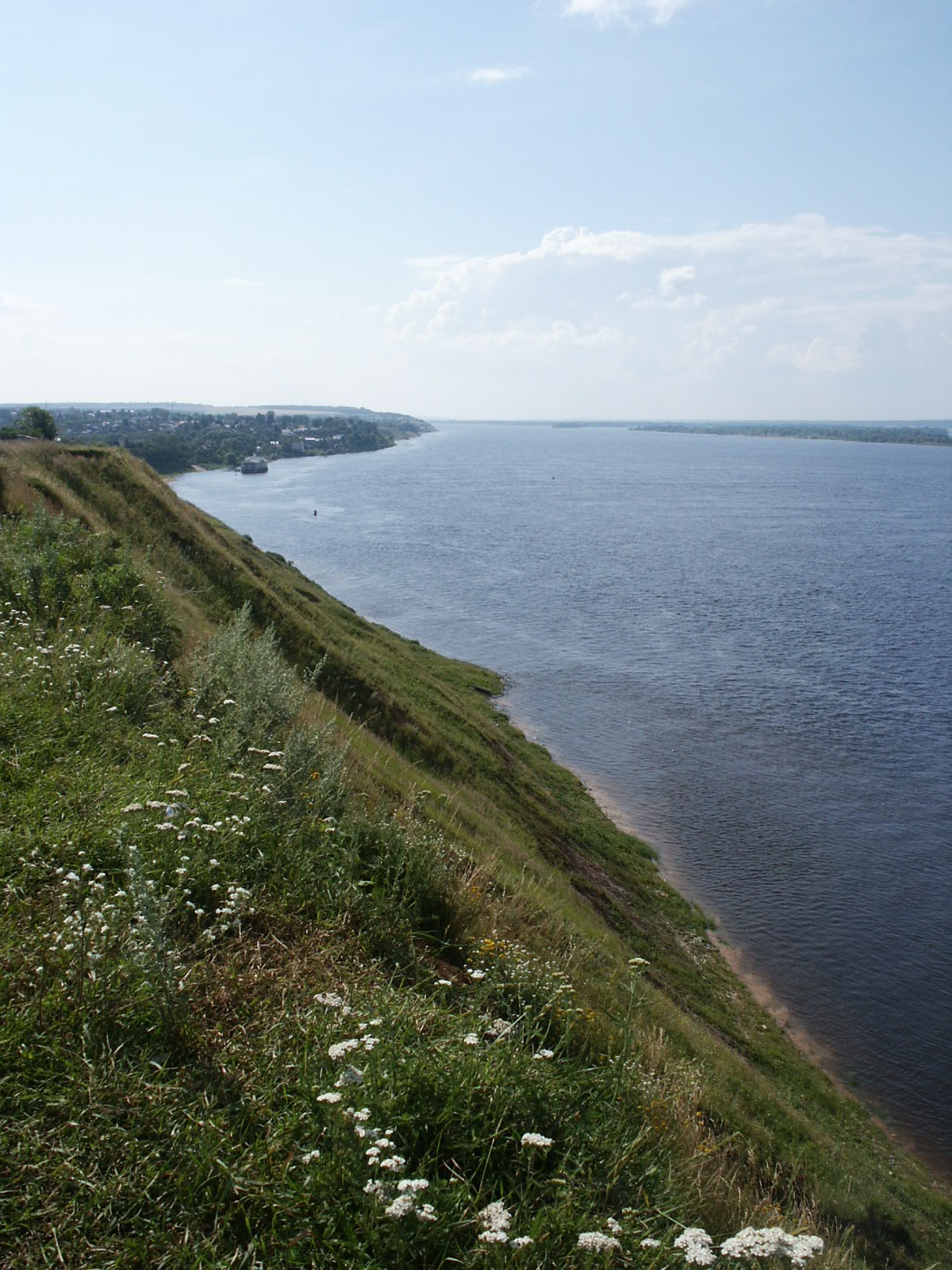
Wolgaufer bei Mariinski Possad

Tschuwaschien liegt im Föderationskreis Wolga in Osteuropa. Die Republik liegt am Oberlauf der Wolga, etwa 600 Kilometer östlich von Moskau. Im Norden grenzt sie an Mari El, im Osten an Tatarstan, im Westen an die Oblast Nischni Nowgorod und im Südwesten an Mordwinien.
Mit Ausnahme kleinerer Gebiete am linken Ufer der Wolga liegt die Republik auf der Wolgaplatte am rechten Ufer des Flusses. Teilweise ist die Region eine Hügellandschaft und im Süden der Republik Tschuwaschien gibt es weite Waldgebiete. Nebst der Wolga wichtige Flüsse sind die Sura und der Ziwil. Das Republikgebiet wird nördlich der Hauptstadt Tscheboksary vom Tscheboksarsker Stausee getrennt.

## Geschichte
Zahlreiche Steppenvölker verschiedenster Herkunft siedelten für eine bestimmte Zeit auf dem Gebiet der heutigen Republik Tschuwaschien. Angehörige von finnougrischen Volksgruppen blieben im Gebiet. Nach 640 wanderte ein Teil der Protobulgaren in das Gebiet ein. Diese Wolgabulgaren vermischten sich mit der bereits dort lebenden finnougrischen Bevölkerung und kleinen Gruppen von Slawen und es entstand das Volk der Tschuwaschen. Die Tschuwaschen kamen 1242 unter die Herrschaft der Goldenen Horde. Die Goldene Horde teilte sich im 15. Jahrhundert auf und Tschuwaschien gehörte zum Khanat Kasan, ehe es Mitte des 16. Jahrhunderts an Russland fiel. Im Gegensatz zu anderen Turkvölkern wurden die Tschuwaschen zwischen 1650 und 1850 christianisiert. 
Nach dem Ende der Zarenherrschaft traten die Tschuwaschen der Bewegung Idel-Ural bei und waren Teil der Republik Idel-Ural, die bis März 1918 existierte. Nach der Eroberung des Gebiets durch die Rote Armee entstand am 24. Juni 1920 die Autonome Oblast Tschuwaschien. Bereits am 21. April 1925 wurde diese Gebietseinheit zur Autonomen Sozialistischen Sowjetrepublik (ASSR). 1991 wurde es Republik innerhalb Russlands.

## Bevölkerung

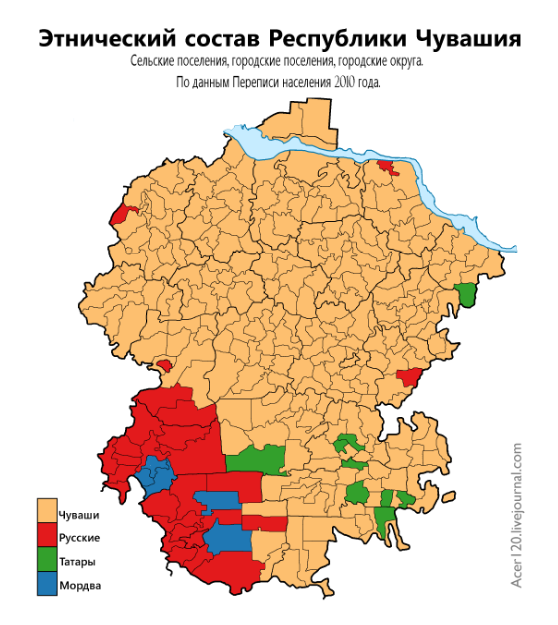
Verteilung der Volksgruppen: Tschuwaschen beige; Russen rot; Tataren grün; Mordwinen blau

Die kleine Republik zählt zu den dichtestbesiedelten Republiken Russlands. Die Tschuwaschen, ein Turkvolk, bilden die Bevölkerungsmehrheit. Bedeutende Minderheiten sind Russen, Tataren und Mordwinen; kleinere Minderheiten Ukrainer und Mari. Mordwinen leben meist im Südwesten, Russen im Westen und in den Städten und Tataren im Südosten von Tschuwaschien. In den meisten Gebieten der Republik Tschuwaschien stellt die Titularnation die Mehrheit der Einwohnerschaft. 
Seit dem Ende der Sowjetunion haben die meisten Belarussen, Ukrainer und Juden der Republik den Rücken gekehrt. Auch die Anzahl der Mari und Deutschen sinkt. Zugenommen hat seit 1989 bzw. 1991 die Zahl von Zuwanderern aus Zentralasien (darunter Tadschiken) und aus dem Transkaukasus (darunter Armenier).
Amtssprachen sind die tschuwaschische und russische Sprache. Die Mehrheit der Bevölkerung (auch die Tschuwaschen) bekennt sich zur Russisch-Orthodoxen Kirche, eine Minderheit zum Islam.
| Volksgruppe | VZ 1926 | VZ 1926 | VZ 1939   | VZ 1939 | VZ 1959   | VZ 1959  | VZ 1970   | VZ 1970  | VZ 1979   | VZ 1979  | VZ 1989   | VZ 1989  | VZ 2002   | VZ 2002 | VZ 20101  | VZ 20101 | VZ 20212  | VZ 20212 |
| Volksgruppe | Anzahl  | Anteil  | Anzahl    | Anteil  | Anzahl    | Anteil   | Anzahl    | Anteil   | Anzahl    | Anteil   | Anzahl    | Anteil   | Anzahl    | Anteil  | Anzahl    | Anteil   | Anzahl    | Anteil   |
| --- | ------- | ------- | --------- | ------- | --------- | -------- | --------- | -------- | --------- | -------- | --------- | -------- | --------- | ------- | --------- | -------- | --------- | -------- |
| Tschuwaschen | 667.695 | 74,65 % | 777.202   | 72,18 % | 770.351   | 70,17 %  | 856.246   | 69,97 %  | 887.738   | 68,36 %  | 906.922   | 67,78 %  | 889.268   | 67,87 % | 814.750   | 67,70 %  | 684.930   | 63,73 %  |
| Russen | 178.890 | 20,00 % | 241.386   | 22,42 % | 263.692   | 24,02 %  | 299.241   | 24,45 %  | 338.150   | 26,04 %  | 357.120   | 26,69 %  | 348.515   | 26,60 % | 323.274   | 26,86 %  | 329.991   | 30,70 %  |
| Tataren | 22.635  | 2,59 %  | 29.007    | 2,69 %  | 31.357    | 2,86 %   | 36.217    | 2,96 %   | 37.573    | 2,89 %   | 35.689    | 2,67 %   | 36.379    | 2,78 %  | 34.214    | 2,84 %   | 29.092    | 2,71 %   |
| Mordwinen | 23.958  | 2,68 %  | 22.512    | 2,09 %  | 23.863    | 2,17 %   | 21.041    | 1,72 %   | 20.276    | 1,56 %   | 18.686    | 1,40 %   | 15.993    | 1,22 %  | 13.014    | 1,08 %   | 7707      | 0,72 %   |
| Mari | 216     | 0,02 %  | 397       | 0,04 %  | 755       | 0,07 %   | 2079      | 0,17 %   | 3034      | 0,23 %   | 3799      | 0,28 %   | 3542      | 0,27 %  | 3648      | 0,30 %   | 2904      | 0,27 %   |
| Ukrainer | 149     | 0,02 %  | 3629      | 0,34 %  | 3837      | 0,35 %   | 4487      | 0,37 %   | 6122      | 0,47 %   | 7302      | 0,55 %   | 6422      | 0,49 %  | 4707      | 0,39 %   | 2178      | 0,20 %   |
| Tadschiken | k.Ang.  | ? %     | 9         | 0,00 %  | k.Ang.    | ? %      | 8         | 0,00 %   | 47        | 0,00 %   | 135       | 0,01 %   | 383       | 0,03 %  | 644       | 0,05 %   | 1274      | 0,12 %   |
| Armenier | k.Ang.  | ? %     | 108       | 0,01 %  | 142       | 0,01 %   | 69        | 0,01 %   | 183       | 0,01 %   | 318       | 0,02 %   | 1261      | 0,10 %  | 1290      | 0,11 %   | 1067      | 0,10 %   |
| Weißrussen | 92      | 0,01 %  | 648       | 0,06 %  | 1113      | 0,10 %   | 1334      | 0,11 %   | 1761      | 0,14 %   | 2198      | 0,16 %   | 1881      | 0,14 %  | 1417      | 0,12 %   | 601       | 0,06 %   |
| Juden | 270     | 0,03 %  | 545       | 0,05 %  | 1003      | 0,09 %   | 870       | 0,07 %   | 844       | 0,06 %   | 690       | 0,05 %   | 393       | 0,03 %  | 317       | 0,03 %   | 208       | 0,02 %   |
| Deutsche | 73      | 0,01 %  | 322       | 0,03 %  | 291       | 0,03 %   | 296       | 0,02 %   | 382       | 0,03 %   | 376       | 0,03 %   | 520       | 0,04 %  | 404       | 0,03 %   | 208       | 0,02 %   |
| Andere | 412     | 0,05 %  | 977       | 0,09 %  | 1439      | 0,13 %   | 1787      | 0,15 %   | 2495      | 0,19 %   | 4777      | 0,36 %   | 5743      | 0,44 %  | 5871      | 0,49 %   | 15.919    | 1,48 %   |
| Völker gesamt | 894.390 | 99,99 % | 1.076.742 | 99,99 % | 1.097.843 | 100,00 % | 1.223.675 | 100,00 % | 1.298.605 | 100,00 % | 1.338.012 | 100,00 % | 1.310.300 | 99,74 % | 1.203.550 | 96,16 %  | 1.074.805 | 90,55 %  |
| keine Angaben | 89      | 0,01 %  | 68        | 0,01 %  | 16        | 0,00 %   | 0         | 0,00 %   | 6         | 0,00 %   | 11        | 0,00 %   | 3454      | 0,26 %  | 48.069    | 3,84 %   | 112.104   | 9,45 %   |
| Einwohner | 894.479 | 100 %   | 1.076.810 | 100 %   | 1.097.859 | 100 %    | 1.223.675 | 100 %    | 1.298.611 | 100 %    | 1.338.023 | 100 %    | 1.313.754 | 100 %   | 1.251.619 | 100 %    | 1.186.909 | 100 %    |
| Ergebnisse der Volkszählungen. Anmerkung: Prozentanteile nach Anteilen der Bevölkerung mit Nationalitätenangaben |         |         |           |         |           |          |           |          |           |          |           |          |           |         |           |          |           |          |

## Politik
Als Nachfolger von Nikolai Wassiljewitsch Fjodorow wurde am 28. Juli 2010 Michail Wassilijewitsch Ignatjew auf Vorschlag von Dmitri Medwedew vom Staatsrat Tschuwaschiens zum Präsidenten der autonomen Republik gewählt. Zuvor war Ignatjew stellvertretender Vorsitzender im Ministerkabinett und Landwirtschaftsminister von Tschuwaschien. Ab 1. Januar 2012 trug er den Titel des Oberhaupts der Republik. Auf eigenen Wunsch enthob Wladimir Putin Ignatjew am 9. Juni 2015 seines Amtes und ernannte ihn zum Interimsleiter der Republik Tschuwaschien.

## Wirtschaft

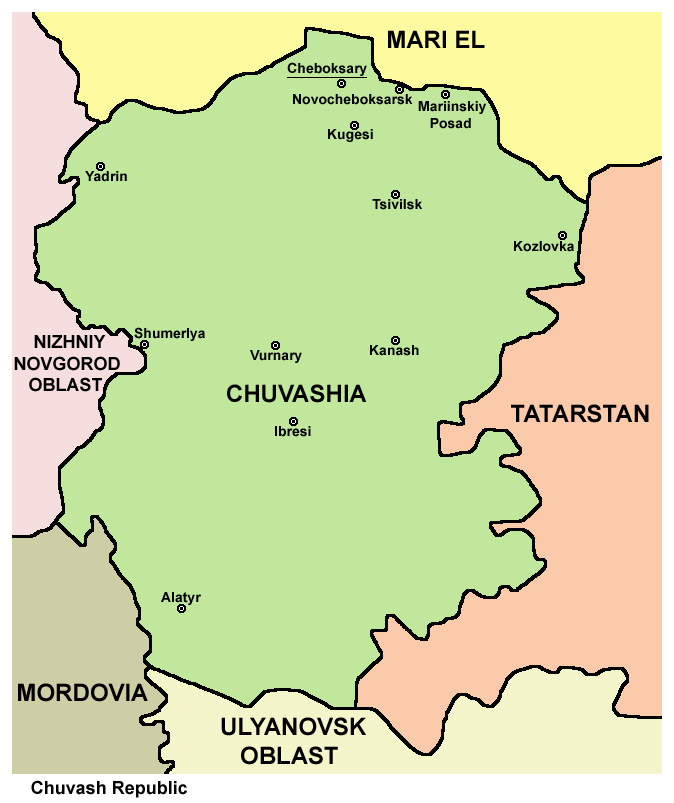

Tschuwaschien gilt als eine der reicheren Republiken Russlands. Maschinenbau, Leichtindustrie, Holz- und Lebensmittelindustrie zählen zu den wichtigsten Wirtschaftszweigen.

## Verwaltungsgliederung und Städte
Die Republik Tschuwaschien gliedert sich in 21 Rajons und 5 Stadtkreise.
Hauptstadt ist Tscheboksary, die zweitgrößte Stadt ist deren Satellitenstadt Nowotscheboksarsk. Diese beiden sowie die nächstgrößten Städte Kanasch, Alatyr und Schumerlja bilden die fünf Stadtkreise. Insgesamt gibt es in der Republik neun Städte.
| Name              | Russisch         | Tschuwaschisch | Rajon                     | Einwohner (14. Oktober 2010) | Wappen | Lage                 |
| ----------------- | ---------------- | -------------- | ------------------------- | ---------------------------- | ------ | -------------------- |
| Alatyr            | Алатырь          | Улатӑр         | Stadtkreis                | 38.203                       |        | 54° 51′ N, 46° 35′ O |
| Jadrin            | Ядрин            | Ӗтерне         | Jadrinski rajon           | 9.614                        |        | 55° 57′ N, 46° 12′ O |
| Kanasch           | Канаш            | Канаш          | Stadtkreis                | 45.607                       |        | 55° 31′ N, 47° 30′ O |
| Koslowka          | Козловка         | Куславкка      | Koslowski rajon           | 10.359                       |        | 55° 50′ N, 48° 15′ O |
| Mariinski Possad  | Мариинский Посад | Сӗнтӗрвӑрри    | Mariinsko-Possadski rajon | 9.088                        |        | 56° 7′ N, 47° 43′ O  |
| Nowotscheboksarsk | Новочебоксарск   | Ҫӗнӗ Шупашкар  | Stadtkreis                | 124.097                      |        | 56° 7′ N, 47° 30′ O  |
| Schumerlja        | Шумерля          | Ҫӗмӗрле        | Stadtkreis                | 31.722                       |        | 55° 30′ N, 46° 25′ O |
| Tscheboksary      | Чебоксары        | Шупашкар       | Stadtkreis                | 453.721                      |        | 56° 8′ N, 47° 15′ O  |
| Ziwilsk           | Цивильск         | Ҫӗрпӳ          | Ziwilski rajon            | 13.479                       |        | 55° 52′ N, 47° 28′ O |

Die sieben früheren Siedlungen städtischen Typs der Republik wurden im Rahmen einer Verwaltungsreform ab 2006 zu (nach regionalen Angaben) ländlichen Siedlungen herabgestuft, jedoch laut OKATO noch bis nach der Volkszählung 2010 als Siedlungen städtischen Typs geführt:
| Name           | Russisch      | Tschuwaschisch | Verwaltungseinheit      | Einwohner (14. Oktober 2010) | Lage                 |
| -------------- | ------------- | -------------- | ----------------------- | ---------------------------- | -------------------- |
| Buinsk         | Буинск        | Пӑвакасси      | Ibressinski rajon       | 1.220                        | 55° 12′ N, 47° 4′ O  |
| Ibressi        | Ибреси        | Йӗпреҫ         | Ibressinski rajon       | 8.415                        | 55° 18′ N, 47° 2′ O  |
| Kugessi        | Кугеси        | Кӳкеҫ          | Tscheboksarski rajon    | 11.917                       | 56° 2′ N, 47° 18′ O  |
| Nowyje Lapsary | Новые Лапсары | Ҫӗнӗ Лапсар    | Stadtkreis Tscheboksary | 6.955                        | 56° 4′ N, 47° 13′ O  |
| Sosnowka       | Сосновка      | Сосновка       | Stadtkreis Tscheboksary | 2.242                        | 56° 11′ N, 47° 13′ O |
| Urmary         | Урмары        | Вӑрмар         | Urmarski rajon          | 5.679                        | 55° 41′ N, 47° 57′ O |
| Wurnary        | Вурнары       | Вӑрнар         | Wurnarski rajon         | 10.086                       | 55° 29′ N, 46° 58′ O |